# Susanna S. Epp
Pour les articles homonymes, voir EPP.
Susanna Samuels Epp (née en 1943) est une auteure, mathématicienne et professeure américaine. Ses intérêts incluent les mathématiques discrètes, la logique mathématique, la psychologie cognitive et l'enseignement des mathématiques, et elle a écrit de nombreux articles, publications et manuels. Elle est actuellement professeure émérite à l'université DePaul, où elle a dirigé le département des sciences mathématiques et a été professeure Vincent de Paul en mathématiques.

## Éducation et carrière
Epp est diplômée en mathématiques de l'université Northwestern et de l'université de Chicago, où elle a obtenu son doctorat en 1968 sous la supervision d'Irving Kaplansky. Elle a enseigné à l'université de Boston et à l'université de l'Illinois à Chicago avant de devenir professeure à l'université DePaul.

## Contributions
Initialement Epp mène ses recherches sur l'algèbre commutative, puis elle s'est intéressée à la psychologie cognitive, en particulier dans l'enseignement des mathématiques, de la logique, de la preuve et du langage mathématique. Elle a écrit plusieurs articles sur l'enseignement de la logique et de la preuve dans The American Mathematical Monthly et Mathematics Teacher, un journal du National Council of Teachers of Mathematics (en).
Elle est l'auteure de plusieurs livres, dont Discrete Mathematics with Applications (4e éd., Brooks / Cole, 2011), dont la troisième édition a remporté le Textbook Excellence Award de la Textbook and Academic Authors Association.
"En combinant la discussion de la théorie et de la pratique, j'ai essayé de montrer que les mathématiques ont des applications engageantes et importantes en plus d'être intéressantes et belles en elles-mêmes" - Susanna S. Epp a écrit dans la Préface de la 4ème édition de Discrete Mathematics.

## Prix et distinctions
En 2005, elle a reçu le prix Louise Hay de l'Association for Women in Mathematics en reconnaissance de sa contribution à l'enseignement des mathématiques,.

## Publications
- S. S. Epp : Discrete Mathematics with Applications, 4e éd., Brooks / Cole (Cengage Learning), 2011.  (ISBN 978-0-495-39132-6)
- S. S. Epp : Variables in Mathematics Education. Dans Outils pour l'enseignement de la logique. Blackburn, P., van Ditmarsch, H., et al., Éd. Éditions Springer, 2011. (Réimprimé dans Best Writing on Mathematics 2012, M. Pitici, Ed. Princeton Univ. Press, novembre 2012. )
- S. S. Epp, V. Durand-Guerrier et al. : Argumentation et preuve en classe de mathématiques. Dans Proof and Proving in Mathematics Education, G. Hanna et M. de Villiers Eds. Éditions Springer. (co-auteurs: V. Durand-Guerrier, P. Boero, N. Douek, D. Tanguay), 2012.
- S. S. Epp, V. Durand-Guerrier et al. : Examining the role of logic in teaching proof. Dans Proof and Proving in Mathematics Education, G. Hanna et M. de Villiers Eds. Éditions Springer, 2012.
- S. S. Epp : Proof Issues with Existential Quantification. Dans Proof and Proving in Mathematics Education: ICMI Study 19 Conference Proceedings, FL Lin et al. éd., National Taiwan Normal University, 2009.
- S. S. Epp : The Use of Logic in Teaching Proof. Dans Resources for Teaching Discrete Mathematics. B. Hopkins, éd. Washington, DC: Mathematical Association of America, 2009, p.   313–322.
- S. S. Epp : The Role of Logic in Teaching Proof, American Mathematical Monthly (110) 10, déc. 2003, 886-899
- S. S. Epp : The Language of Quantification in Mathematics Instruction. In Developing Mathematical Reasoning in Grades. Lee V. Stiff, éd. Reston, VA: NCTM Publications, 1999, 188-197.
- S. S. Epp : The Role of Proof in Problem Solving. In Mathematical Thinking and Problem Solving. Alan H. Schoenfeld, éd. Hillsdale, NJ: Lawrence Erlbaum Associates, Inc., éditeurs, 1994, 257-269.